# Gelasimus vocans
Espèce
Synonymes
- Cancer vocans Linnaeus, 1758[2],[3]
- Gelasimus cultrimanus White, 1847[2]
- Gelasimus marionis Desmarest, 1823[2]
- Gelasimus nitidus Dana, 1851[2]
- Uca (Gelasimus) vocans excisa (Nobili, 1906)[2]
- Uca (Gelasimus) vocans vocans (Linnaeus, 1758)[2]
- Uca (Gelasimus) vocans (Linnaeus, 1758)[2],[3]
- Uca (Thalassuca) vocans[2]
- Uca marionis cultrimana (White, 1847)[2]
- Uca marionis excisa Nobili, 1906[2]
- Uca marionis f. excisa Nobili, 1906[2]
- Uca marionis (Desmarest, 1823)[2]
- Uca vocans (Linnaeus, 1758) (préféré par BioLib)[3]

Gelasimus vocans (anciennement Uca vocans), la Gélasime appelante, est une espèce de petits crabes violonistes. Plusieurs formes de U. vocans ont été reconnues, leurs auteurs leur accordant souvent le rang taxinomique d'espèces complètes ou de sous-espèces.

## Description

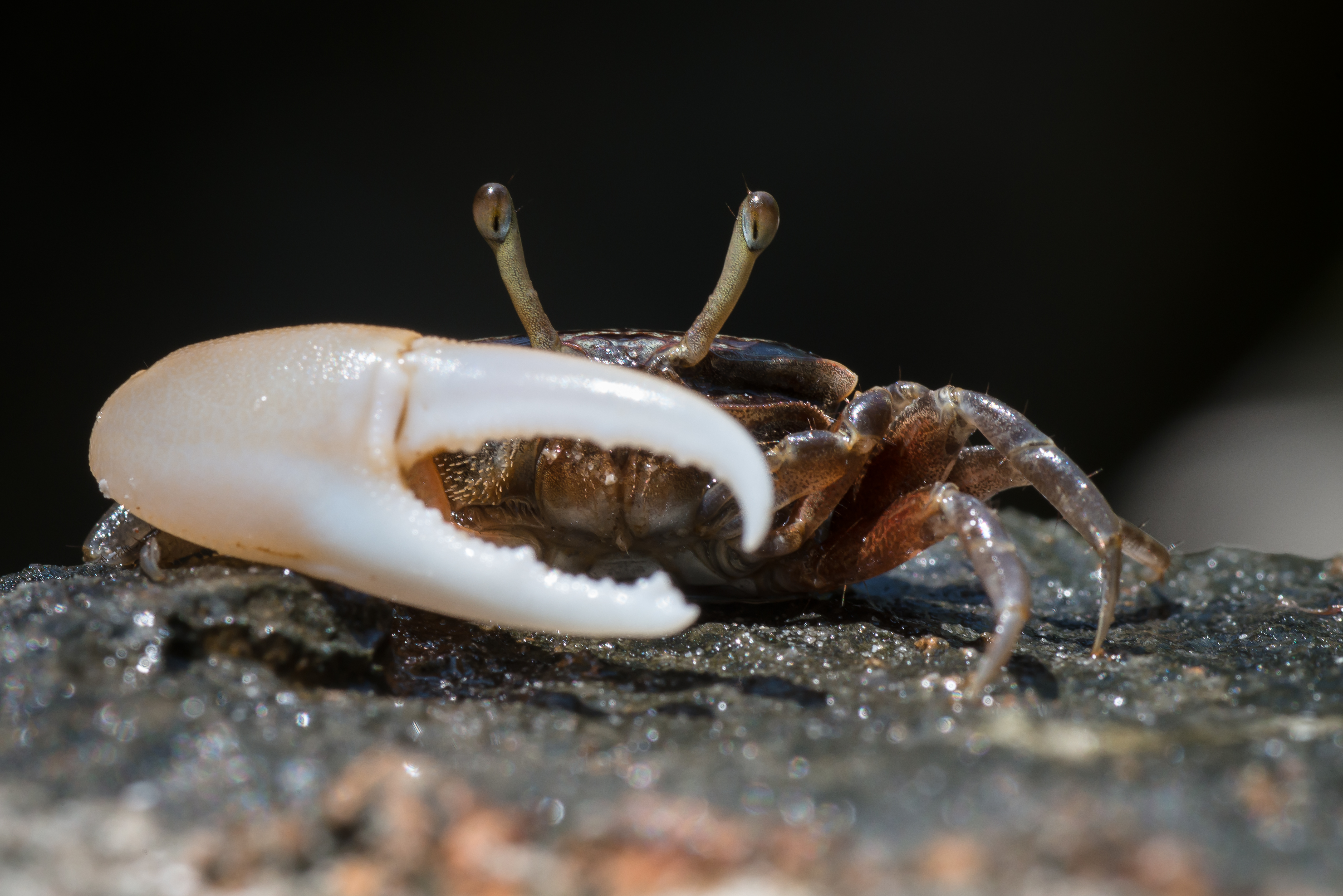
Parc marin national de Tarutao, Thaïlande

Le crabe violoniste Gelasimus vocans mesure de 1 à 2 cm. 
Il a des yeux très pédonculés et une grosse pince. 
Le mâle agite sa grosse pince pour attirer les femelles et impressionner ses rivaux.
Il se nourrit des particules de matière organique qu'il trouve parmi les alluvions.

## Répartition et habitat
On le trouve à travers l'Indo-Pacifique depuis la mer Rouge, Zanzibar et Madagascar jusqu'à l'Indonésie et l'océan Pacifique central .
Il aime les rivages boueux : il fouit la vase des mangroves. Il vit dans des terriers de jusqu'à 50 cm de  profondeur qu'il creuse sur les plages.